# ディエゴ・モレイラ
ディエゴ・マヌエル・ジャドン・ダ・シウバ・モレイラ（Diego Manuel Jadon da Silva Moreira, 2004年8月6日 - ）は、ベルギーのリエージュ州リエージュ出身のプロサッカー選手。リーグ・アンのRCストラスブール所属。ポジションはフォワード。
父は元プロサッカー選手のアルマミ・モレイラ。

## 経歴
父も在籍したスタンダール・リエージュのユースチームでプレーした後、2019年に個人的な理由で同クラブを離れようとしたが、ベルギーサッカー協会はこれを承認しなかった。その後、2020年8月にSLベンフィカへ移籍し、同クラブとプロ契約を結んだ。
2021-22シーズンはベンフィカのU-23チームで開幕を迎えた。その後、2022年1月10日にベンフィカBでプロデビューした。また、同シーズンのUEFAユースリーグではベンフィカのU-19チームで中心選手として活躍し、準々決勝では1得点、2アシストを記録。レッドブル・ザルツブルクとの決勝では2アシストを記録し、チームの1961-62シーズン以来となる優勝に貢献した。その後ベンフィカのトップチームに昇格し、2022年5月13日のFCパソス・デ・フェレイラ戦で初出場した。しかし、プレシーズン中の契約延長を拒否したためBチームへ降格した。
ベンフィカとの契約が満了後、2023年7月1日にプレミアリーグのチェルシーFCと契約した。8月30日にEFLカップのAFCウィンブルドン戦で初出場し、45分間プレーした。
2023年9月1日に、リーグ・アンのオリンピック・リヨンへ期限付き移籍した。17日のル・アーヴルAC戦で初出場し、6日後のスタッド・ブレスト29戦で初先発出場した。
2024年8月16日、RCストラスブールへ完全移籍した。

## 代表歴
ベルギーとポルトガルの国籍を持つほか、ドイツとギニアビサウの代表資格も持つ。
2019年にU-15ベルギー代表として初めてプレーしたが、以降の世代別チームでは全てポルトガル代表でプレーしている。

## プレースタイル
スピードと爆発力のある左利きのウィンガーで、特にドリブルで相手を抜き去る能力に優れている。
元ポルトガル代表のナニと比較されている。

## 個人成績

### クラブ
| クラブ        | シーズン | リーグ             | リーグ戦 | リーグ戦 | カップ戦 | カップ戦 | リーグ杯 | リーグ杯 | 国際大会 | 国際大会 | その他 | その他 | 合計 | 合計 |
| クラブ        | シーズン | リーグ             | 出場     | 得点     | 出場     | 得点     | 出場     | 得点     | 出場     | 得点     | 出場   | 得点   | 出場 | 得点 |
| ------------- | -------- | ------------------ | -------- | -------- | -------- | -------- | -------- | -------- | -------- | -------- | ------ | ------ | ---- | ---- |
| SLベンフィカB | 2021-22  | セグンダ・リーガ   | 1        | 0        | -        | -        | -        | -        | -        | -        | -      | -      | 1    | 0    |
| SLベンフィカB | 2022-23  | セグンダ・リーガ   | 24       | 3        | -        | -        | -        | -        | -        | -        | -      | -      | 24   | 3    |
| SLベンフィカB | 通算     | 通算               | 25       | 3        | -        | -        | -        | -        | -        | -        | -      | -      | 25   | 3    |
| SLベンフィカ  | 2021-22  | プリメイラ・リーガ | 1        | 0        | -        | -        | -        | -        | -        | -        | -      | -      | 1    | 0    |
| SLベンフィカ  | 2022-23  | プリメイラ・リーガ | -        | -        | -        | -        | -        | -        | 1        | 0        | -      | -      | 1    | 0    |
| SLベンフィカ  | 通算     | 通算               | 1        | 0        | -        | -        | -        | -        | 1        | 0        | -      | -      | 2    | 0    |
| 総通算        | 総通算   | 総通算             | 26       | 3        | -        | -        | -        | -        | 1        | 0        | -      | -      | 27   | 3    |